# Goupillières (Calvados)
Goupillières foi uma comuna francesa na região administrativa da Normandia, no departamento de Calvados. Estendia-se por uma área de 2,27 km². Em 2010 a comuna tinha 166 habitantes (densidade: 73,1 hab./km²).
Em 1 de janeiro de 2019, passou a formar parte da nova comuna de Montillières-sur-Orne.